# Sandro Cortese
Alessandro Cortese (Ochsenhausen, 6 de janeiro de 1990) é um motociclista alemão, que atualmente compete na Moto2 pela Dynavolt Intact GP. 

## Carreira
Cortese fez sua estreia na 125cc em 2005.  Entre 2008 e 2012, viveu sua melhor fase na carreira, conquistando o título da Moto3 em 2012, quando representava a equipe Red Bull KTM Ajo, subindo ao pódio em 15 dos 17 GPs da temporada.